# Rockmania
Rockmania é um filme brasileiro (do gênero musical) lançado de 1986 com a direção de Adnor Pitanga.
O filme é produzido pela Scorpius Filmes e a trilha sonora deste musical é composta por: Marcelo, Kiko Zambianchi, Grupo Zero, Plebe Rude, Grupo Muzak, Luciano Bahia, Dulce Quental, Naum Rubam e Di Castro.

## Enredo
Famoso cantor de rock resolve gravar um vídeo-clip em Cabo Frio. Durante as gravações, ele tem uma atração pela namorada do diretor do clip e o mesmo sofre uma tentativa de sabotagem por personagens que odeiam o rock nacional, ocorrendo muitas trapalhadas na realização do vídeo.

## Elenco
- Monique Alves ..... Renata;
- Roberto Bomtempo ..... Fantástico;
- Júlio Braga ..... Rago;
- Marcelo ..... Duda;
- Mayara Norbin ..... Lili, entre outros.